# Julia Goldani Telles
Julia Goldani Telles (Los Angeles, 18 maart 1995) is een Braziliaans-Amerikaanse actrice en balletdanseres. Ze is vooral bekend door haar rol als Whitney Solloway in de televisieserie The Affair.

## Levensloop
Goldani Telles werd geboren in Los Angeles als dochter van een Braziliaanse moeder en een Mexicaans-Amerikaanse vader. Nog voor haar tweede verjaardag verhuisde ze met haar ouders naar Rio de Janeiro, waar ze op haar vijfde ook begon met balletdansen. Kort daarna verhuisde het gezin echter terug naar de Verenigde Staten, eerst naar Los Angeles. Ze sprak alleen Portugees en leerde ze Engels na de verhuizing.
Later verhuisde ze naar New York, waar ze de Professional Children's School in Manhattan bezocht en een opleiding volgde als balletdanseres aan de School of American Ballet en de Ballet Academy East en trad op in tal van balletvoorstellingen, waaronder De schone slaapster, De notenkraker, Don Quichot en Het zwanenmeer.
Een geval van tendinitis en labrale tranen in haar heupen op 15-jarige leeftijd dwong haar om een jaar te stoppen met ballet beoefenen. Om depressies te voorkomen, besloot ze om een drama cursus te volgen. Haar eerste rol op televisie kwam in 2011 toen ze met succes auditie deed voor de rol van Sasha Torres in de televisieserie Bunheads. Ze deed dit zonder enige eerdere acteerervaring te hebben gehad.

## Filmografie

### Film
Exclusief korte films.
| Jaar | Titel                 | Rol         | Opmerkingen |
| ---- | --------------------- | ----------- | ----------- |
| 2018 | Most Likely to Murder | Tami        |             |
| 2018 | Slender Man           | Hallie      |             |
| 2018 | The Wind              | Emma Harper |             |
| 2020 | Looks That Kill       | Alex        |             |

### Televisie
| Jaar       | Titel                             | Rol              | Opmerkingen                       |
| ---------- | --------------------------------- | ---------------- | --------------------------------- |
| 2012–2013  | Bunheads                          | Sasha Torres     | Hoofdrol, 18 afleveringen         |
| 2014       | Blue Bloods                       | Morgan           | Aflevering "The Bogeyman"         |
| 2014       | The Carrie Diaries                | Amelia Strong    | Aflevering "Hungry Like the Wolf" |
| 2014       | Nurse Jackie                      | Mandy            | 3 afleveringen                    |
| 2014–2019  | The Affair                        | Whitney Solloway | Hoofdrol, 53 afleveringen         |
| 2016       | Gilmore Girls: A Year in the Life | Sandee Martin    | Aflevering "Spring"               |
| 2019-heden | The Girlfriend Experience         | Iris             | Hoofdrol                          |